# Велика Врановина
Велика Врановина је насељено место у општини Топуско, на Кордуну, Република Хрватска.

## Историја
Велика Врановина се од распада Југославије до августа 1995. године налазила у Републици Српској Крајини. До територијалне реорганизације у Хрватској насеље се налазило у саставу бивше велике општине Вргинмост.

## Становништво
Насеље је према попису становништва из 2011. године имало 150 становника.
| Националност       | 1991.        |
| Хрвати             | 281 (95,57%) |
| Срби               | 8 (2,72%)    |
| Југословени        | 0            |
| остали и непознато | 5 (1,70%)    |
| Укупно             | 294          |